# Речной хвостокол Магдалены
Речной хвостокол Магдалены (лат. Potamotrygon magdalenae) — вид скатов рода речных хвостоколов одноимённого семейства из отряда хвостоколообразных скатов. Обитает в тропических водах бассейна реки Атрато, Южная Америка. Максимальная зарегистрированная ширина диска 35 см. Грудные плавники этих скатов образуют округлый диск. Спинные и хвостовой плавники отсутствуют. В средней части хвостового стебля расположен ядовитый шип. Не является объектом целевого лова.

## Таксономия
Впервые вид был научно описан в 1865 году. Вид назван по географическому месту обнаружения голотипа (река Магдалена). Речных хвостоколов Магдалены легко спутать с похожими видами Potamotrygon  yepezi, Potamotrygon falkneri и Potamotrygon signata.

## Ареал
Potamotrygon magdalenae обитают в Южной Америке, в тропических водах бассейна Атрато, на территории Колумбии. Их можно обнаружить как в верхних водах, так и в водосборах некоторых рек, они предпочитают илистое дно и мутное мелководье. 

## Описание
Широкие грудные плавники речных Potamotrygon magdalenae срастаются с головой и образуют овальный диск. Спинные плавники и хвостовой плавник отсутствуют. Позади глаз расположены брызгальца. Брюшные плавники закруглены и почти полностью прикрыты диском. На вентральной стороне диска расположены ноздри и 5 пар жаберных щелей.  На дорсальной поверхности хвоста имеется ядовитый шип. Каждые 6—12 месяцев он обламывается и на его месте вырастает новый. У основания шипа расположены железы, вырабатывающие яд, который распространяется по продольным канавкам. В обычном состоянии шип покоится в углублении из плоти, наполненном слизью и ядом. 
Окраска тела тёмно-коричневого цвета с многочисленными светло-коричневыми пятнами. Максимальная зарегистрированная ширина диска 35 см.

## Биология
Подобно прочим хвостоколообразным Potamotrygon magdalenae размножаются яйцеживорождением. В помёте от 2 до 4 новорожденных. Половая зрелость наступает при ширине диска 25 см. Рацион состоит из личинок насекомых и детрита.

## Взаимодействие с человеком
Вид представляет интерес для аквариумистов. Данных по объему экспорта нет. Страдает от ухудшения условий среды обитания, обусловленного антропогенными факторами. 	Международный союз охраны природы присвоил этому виду статус сохранности «Близкий к уязвимому положению».